# Мальчик из Неаполя
«Мальчик из Неаполя» — советский рисованный мультфильм-сказка, созданный в 1958 году по мотивам произведений Джанни Родари режиссёром Иваном Аксенчуком.
В 1991 году мультфильм вошёл в сборник «Приключения волшебного глобуса или Проделки ведьмы».

## Сюжет
Мальчик-сирота Чиччо, персонаж ранних сказок и детских стихов Джанни Родари, помогает Голубой Фее починить и отдать детям волшебный глобус, несмотря на все препятствия, устроенные ведьмой.

## Над фильмом работали
- Сценарий: Александра Галича
- По мотивам произведений: Джанни Родари
- Художники-постановщики: Виктор Никитин, Игорь Николаев
- Композитор: Эдуард Колмановский
- Оператор: Николай Воинов
- Звукооператор: Николай Прилуцкий
- Ассистент режиссёра: Галина Любарская
- Художники-мультипликаторы: Елена Хлудова, Фёдор Хитрук, Игорь Подгорский, Константин Чикин, Василий Рябчиков, Елизавета Комова
- Роли озвучивали:

- Александра Бабаева — Чиччо
- Георгий Вицин — Маленький синьор
- Сергей Мартинсон — Учёная лошадь
- Маргарита Корабельникова — текст от автора  / счастливая девочка с куклой / счастливый мальчик с конфетами / кошки ведьмы / Голубая фея
- Евгений Весник — Кот в сапогах
- Татьяна Струкова — Ведьма / фальшивая Голубая фея

- Режиссёр: Иван Аксенчук

## Отзывы критиков
В творчестве Аксенчука можно выделить три жанровых «струи». Первое и главное, чем он останется в истории мультипликации и в памяти зрителей — конечно, сказки. Причем очень разные — классические, современные и «осовремененные». «Мальчик из Неаполя», «Аист», «Дядя Степа — милиционер», «Русалочка», «Сказка сказывается», «Молодильные яблоки», «Как грибы с горохом воевали», «Золушка», «Мороз Иванович», «Горе не беда».
— Георгий Бородин. «К 90-летию Ивана Аксенчука»

Режиссёр Аксенчук увлекался сказками разных народов. Экранизировал румынскую сказку «Ореховый прутик» (1955), узбекскую — «Аист» (1956), итальянскую — «Мальчик из Неаполя» (1958), бережно передавая национальное своеобразие литературных источников. Эти сказки отличаются большой выдумкой и высокой изобразительной культурой.
— Сергей Капков. «Наши мультфильмы»